# David Mundell
Pour les articles homonymes, voir Mundell.
David Mundell, né le 27 mai 1962 à Dumfries (Écosse), est un homme politique britannique. Membre du Parti conservateur, il est secrétaire d'État pour l'Écosse de 2015 à 2019 sous les Premiers ministres David Cameron et Theresa May.

## Biographie
En 2015, David Cameron le nomme secrétaire d'État pour l'Écosse. Il est reconduit dans ses fonctions au sein du gouvernement de Theresa May, jusqu'à la dissolution du gouvernement May II le 24 juillet 2019